# Element unitari de càrrega

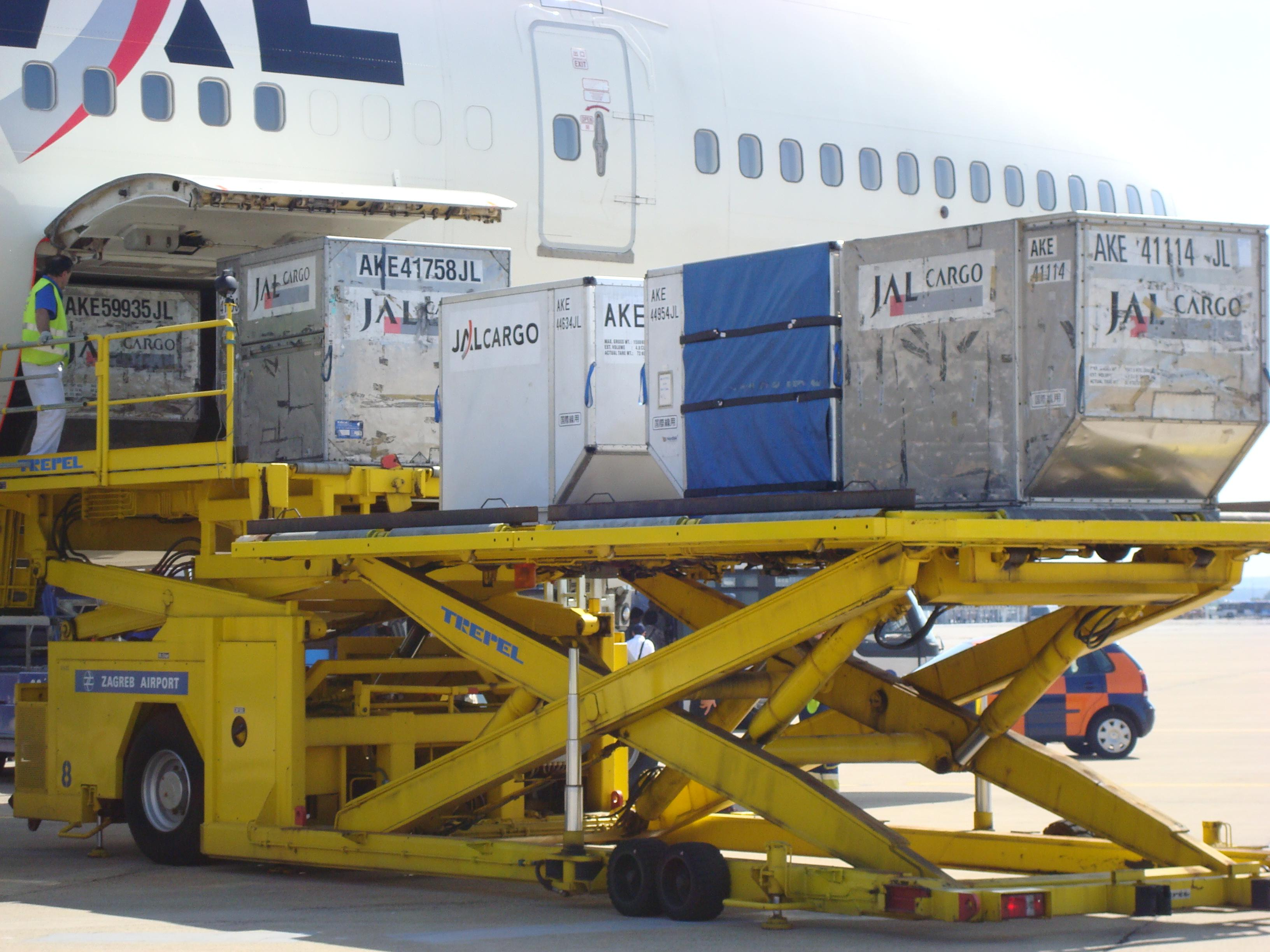
Operari descarregant contenidors LD3 d'un Boeing 747 a l'Aeroport de Zagreb

Un element unitari de càrrega (ULD, sigles angleses de unit load device) és un palet o contenidor utilitzat per carregar equipatges, mercaderies i correu a avions de fuselatge ample i alguns avions de fuselatge estret. Permet empaquetar una gran quantitat de mercaderies en una mateixa unitat. Com que redueix la quantitat total d'unitats per carregar, permet estalviar temps i feina al personal de terra i ajuda a evitar els retards. Cada ULD té el seu propi manifest per poder fer seguiment del seu contingut.
La IATA publica els reglaments que regeixen l'ús dels ULD i indica que n'hi ha uns 900.000 en servei, amb un valor total superior a 1.000 milions de dòlars.